# Lucas Noubi
Lucas Dominique Noubi Ngnokam (Mouscron, Henao, 15 de enero de 2005) es un futbolista belga. Juega de defensa central y su equipo actual es el Real Club Deportivo de La Coruña de la Segunda División de España.

## Trayectoria
Debutó como profesional el 13 de marzo de 2022, el entrenador Luka Elsner lo colocó de titular en la jornada 31 de la máxima categoría del fútbol belga pero perdieron 0-1 ante RFC Seraing. Su primer partido lo jugó con 17 años y la camiseta número 35.
El 1 de julio de 2025 fue anunciado su fichaje al Deportivo de La Coruña, firmó contrato hasta 2029.

## Selección nacional
Ha sido internacional con la selección de fútbol de Bélgica en las categorías juveniles sub-15, sub-17, sub-18, sub-19 y sub-21.

## Estadísticas

### Clubes
Actualizado al último partido citado el 11 de mayo de 2025.
| Club                                  | Div.          | Temporada     | Liga  | Liga  | Liga   | Copas nacionales | Copas nacionales | Copas nacionales | Copas internacionales | Copas internacionales | Copas internacionales | Total | Total | Total  |
| Club                                  | Div.          | Temporada     | Part. | Goles | Asist. | Part.            | Goles            | Asist.           | Part.                 | Goles                 | Asist.                | Part. | Goles | Asist. |
| ------------------------------------- | ------------- | ------------- | ----- | ----- | ------ | ---------------- | ---------------- | ---------------- | --------------------- | --------------------- | --------------------- | ----- | ----- | ------ |
| SL16 FC · Bélgica                     | 2.ª           | 2022-23       | 17    | 0     | 0      | —                | —                | —                | —                     | —                     | —                     | 17    | 0     | 0      |
| SL16 FC · Bélgica                     | 2.ª           | 2023-24       | 10    | 0     | 0      | —                | —                | —                | —                     | —                     | —                     | 10    | 0     | 0      |
| SL16 FC · Bélgica                     | 3.ª           | 2024-25       | 15    | 0     | 0      | —                | —                | —                | —                     | —                     | —                     | 15    | 0     | 0      |
| SL16 FC · Bélgica                     | Total club    | Total club    | 42    | 0     | 0      | 0                | 0                | 0                | 0                     | 0                     | 0                     | 42    | 0     | 0      |
| Standard de Lieja · Bélgica           | 1.ª           | 2021-22       | 2     | 0     | 0      | -                | -                | -                | —                     | —                     | —                     | 0     | 0     | 0      |
| Standard de Lieja · Bélgica           | 1.ª           | 2022-23       | 17    | 0     | 0      | 1                | 0                | 0                | —                     | —                     | —                     | 18    | 0     | 0      |
| Standard de Lieja · Bélgica           | 1.ª           | 2023-24       | 22    | 0     | 0      | 1                | 0                | 0                | —                     | —                     | —                     | 23    | 0     | 0      |
| Standard de Lieja · Bélgica           | 1.ª           | 2024-25       | 2     | 0     | 0      | -                | -                | -                | —                     | —                     | —                     | 2     | 0     | 0      |
| Standard de Lieja · Bélgica           | Total club    | Total club    | 43    | 0     | 0      | 2                | 0                | 0                | 0                     | 0                     | 0                     | 45    | 0     | 0      |
| R. C. Deportivo de La Coruña · España | 2.ª           | 2025-26       | 0     | 0     | 0      | -                | -                | -                | —                     | —                     | —                     | 0     | 0     | 0      |
| R. C. Deportivo de La Coruña · España | Total club    | Total club    | 0     | 0     | 0      | 0                | 0                | 0                | 0                     | 0                     | 0                     | 0     | 0     | 0      |
| Total carrera                         | Total carrera | Total carrera | 85    | 0     | 0      | 2                | 0                | 0                | 0                     | 0                     | 0                     | 87    | 0     | 0      |
| 1.                                    |               |               |       |       |        |                  |                  |                  |                       |                       |                       |       |       |        |

### Selección
Actualizado al último partido citado el 20 de marzo de 2025.
| Selección         | Temporada         | Continental | Continental | Continental | Mundial | Mundial | Mundial | Amistosos | Amistosos | Amistosos | Total | Total | Total  |
| Selección         | Temporada         | Part.       | Goles       | Asist.      | Part.   | Goles   | Asist.  | Part.     | Goles     | Asist.    | Part. | Goles | Asist. |
| ----------------- | ----------------- | ----------- | ----------- | ----------- | ------- | ------- | ------- | --------- | --------- | --------- | ----- | ----- | ------ |
| Sub-15 · Bélgica  | 2020              | —           | —           | —           | —       | —       | —       | 2         | 0         | 0         | 2     | 0     | 0      |
| Sub-15 · Bélgica  | Total sel.        | 0           | 0           | 0           | 0       | 0       | 0       | 2         | 0         | 0         | 2     | 0     | 0      |
| Sub-17 · Bélgica  | 2021-22           | 5           | 0           | 1           | —       | —       | —       | 3         | 0         | 0         | 8     | 0     | 1      |
| Sub-17 · Bélgica  | Total sel.        | 5           | 0           | 1           | 0       | 0       | 0       | 3         | 0         | 0         | 8     | 0     | 1      |
| Sub-18 · Bélgica  | 2021              | —           | —           | —           | —       | —       | —       | 3         | 0         | 0         | 3     | 0     | 0      |
| Sub-18 · Bélgica  | 2022              | —           | —           | —           | —       | —       | —       | 3         | 0         | 0         | 3     | 0     | 0      |
| Sub-18 · Bélgica  | 2023              | —           | —           | —           | —       | —       | —       | 3         | 0         | 0         | 3     | 0     | 0      |
| Sub-18 · Bélgica  | Total sel.        | 0           | 0           | 0           | 0       | 0       | 0       | 9         | 0         | 0         | 9     | 0     | 0      |
| Sub-19 · Bélgica  | 2023-24           | 5           | 1           | 0           | —       | —       | —       | 4         | 0         | 0         | 9     | 1     | 0      |
| Sub-19 · Bélgica  | Total sel.        | 5           | 1           | 0           | 0       | 0       | 0       | 4         | 0         | 0         | 9     | 1     | 0      |
| Sub-21 · Bélgica  | 2024-25           | -           | -           | -           | —       | —       | —       | 2         | 0         | 0         | 2     | 0     | 0      |
| Sub-21 · Bélgica  | Total sel.        | 0           | 0           | 0           | 0       | 0       | 0       | 2         | 0         | 0         | 2     | 0     | 0      |
| Total selecciones | Total selecciones | 10          | 1           | 1           | 0       | 0       | 0       | 20        | 0         | 0         | 30    | 1     | 1      |
| 1.                |                   |             |             |             |         |         |         |           |           |           |       |       |        |